# Кедрови (Томска област)
Кедрови (на руски: Кедровый) е град в Томска област, Русия. Населението на града към 1 януари 2018 година е 2024 души.

## История
Селището е основано през 1982 година, през 1987 година получава статут на град.